# Brügger & Thomet
B&T AG (auparavant Brügger & Thomet AG) est une société suisse basée à Thoune dans le canton de Berne active dans le commerce et la fabrication d'armes et d'équipements pour la police et l'armée.
B&T a deux domaines d'activité : la fabrications d'armes, d'accessoires et de modérateur de son pour armes à feu pour la police, l'armée et tireurs privés et l'importation et la distribution sur le marché suisse de grandes marques d'accessoires pour le tir et la randonnée, du spray au poivre pour l'autodéfense, lunettes, viseurs, couteaux, lampe, montre, vêtements…

## Histoire
L'entreprise est fondée à Spiez en mai 1991 par Karl Brügger et Heinrich Thomet sous le nom de Brügger & Thomet afin de fabriquer des silencieux pour le marché suisse. La même année, Brügger & Thomet obtient du gouvernement suisse une autorisation d'importation et d'exportation d'armes et d'équipements pour la police et l'armée. 
En 1997, Brügger & Thomet a été transformé en société anonyme. Plus tard, Heinrich Thomet a vendu ses actions à Karl Brügger, qui devient l'unique propriétaire de B&T AG et quitte son poste de président du conseil d'administration fin septembre 2005.
En 2001, Brügger & Thomet met sur le marché le pistolet mitrailleur "Brügger & Thomet MP9", puis la famille des fusils de sniper "APR" et le lance-grenades GL06.

## Controverses
En 2009, le Secrétariat d’État à l’économie (SECO) autorise Brügger & Thomet à « transférer le savoir-faire pour la fabrication d'armes légères à une entreprise ukrainienne », comme le confirmé une porte-parole du SECO au Sonntags Zeitung. En outre, des pièces détachées pour la production d'environ 30 à 50 fusils de sniper B&T APR ont été envoyées de Thoune en Ukraine. Les fusils achetés pour la sécurité le Championnat d'Europe de football 2012 ont été utilisés lors des manifestations au printemps 2014 en Ukraine contre la population selon l'Australian Ares Arms Analysis Centre et le Sonntags Zeitung. Karl Brügger, le directeur indique : « Nous pouvons vous assurer que toutes les exportations de pièces ou licences d'armes ont été approuvées par le Seco ». 
En 2018, l'entreprise est condamnée par la justice suisse pour avoir commercialisé des lance-grenades B&T GL06 à la Nouvelle-Zélande, en sachant que ces armes allaient être revendues au Kazakhstan.
Depuis 2009, les forces de l'ordre françaises sont dotées du B&T GL06, désignés lanceur de balle de défense 40 (LBD 40) en France. Lors des émeutes du mouvement des gilets jaunes en France en 2018 et 2019 des personnes sont grièvement blessées. B&T AG indique dans un communiqué de presse que les munitions utilisées ne sont pas celles fournies par l'entreprise et que le fait d'utiliser d'autres munitions avec le lanceur LBD-40 augmente considérablement le risque de blessure et réduit la précision du lanceur,. Des "gilets jaunes" ont menacé d'attaquer la société.

## Armes à feu
- B&T MP9
- Brügger & Thomet APR (en)
- Brügger & Thomet APC9 (en)
- Brügger & Thomet GL06
- Brügger et Thomet SPR 300, carabine en calibre .300 Whisper et 300 BLK[7]